# Lugon-et-l'Île-du-Carnay
Lugon-et-l'Île-du-Carnay är en kommun i departementet Gironde i regionen Nouvelle-Aquitaine i sydvästra Frankrike. Kommunen ligger i kantonen Fronsac som tillhör arrondissementet Libourne. År 2022 hade Lugon-et-l'Île-du-Carnay 1 391 invånare.

## Befolkningsutveckling
Antalet invånare i kommunen Lugon-et-l'Île-du-Carnay
Referens:INSEE